# Annitella cabeza
Annitella cabeza là một loài Trichoptera trong họ Limnephilidae. Chúng phân bố ở miền Cổ bắc.